# نیو سیتی (ایلینوی)
نیو سیتی (به انگلیسی: New City) یک منطقهٔ مسکونی در ایالات متحده آمریکا است که در ایلینوی واقع شده‌است.